# Cầu Gò Dầu
Cầu Gò Dầu là cây cầu bắc qua sông Vàm Cỏ Đông nối liền thị trấn Gò Dầu với Cửa khẩu Mộc Bài, nằm trên trục Đường Xuyên Á (QL22), thuộc địa phận huyện Bến Cầu và huyện Gò Dầu của tỉnh Tây Ninh.
Cầu nằm cách Thành phố Hồ Chí Minh khoảng 60 km, cách thành phố Tây Ninh 36 km. Hệ thống cầu gồm 2 cầu là cầu Gò Dầu 1 và cầu Gò Dầu 2 song song nhau cùng bắc qua sông Vàm Cỏ Đông với chiều dài 305m, được khởi công từ tháng 11 năm 2002 và đưa vào sử dụng từ năm 2005.
Cầu còn được gọi là cầu xóa nợ vì nơi đây được đồn thổi có những con bạc trắng tay từ sòng bạc Campuchia, nhảy xuống sông nhằm xóa hết xóa nợ.